# Hafner Rotabuggy
Hafner Rotabuggy (tên chính thức là Malcolm Rotaplane) và tên gọi khác "M.L. 10/42 Flying Jeep" là một loại máy bay thử nghiệm của Anh, về cơ bản thì đây là một chiếc ô tô loại Willys MB kết hợp với một bộ ổ trục cánh quạt, đề án này dự định sẽ tạo ra cách để đưa các xe dã chiến đến mặt trận bằng đường không.

## Tính năng kỹ chiến thuật
- Trọng tải có ích: 1.411 kg (Willys MB: 964 kg; khối rô-to và đuôi: 249 kg)
- Vận tốc cực đại: 241 km/h
- Gia tốc: 4.9 m/s tới 10 m/s
- Vận tốc hạ cánh và cất cánh nhỏ nhất: 58 km/h
- Vận tốc rô-to: 230 rpm (cơ bản), 260 rpm (cực đại)